# Melaleuca suberosa
Melaleuca suberosa là một loài thực vật có hoa trong Họ Đào kim nương. Loài này được (Schauer) C.A.Gardner mô tả khoa học đầu tiên năm 1931.